# Otto Heidl
Otto Heidl (* 8. September 1910 in Arnau, Österreich-Ungarn; † 11. November 1955 in Bochum) war ein sudetendeutscher SS-Hauptsturmführer und KZ-Arzt.

## Leben
1938 war er Abteilungsarzt der Gauheilanstalt Wiesengrund im Sudetenland. Am 6. Januar 1939 beantragte er die Aufnahme in die NSDAP und wurde rückwirkend zum 1. November 1938 aufgenommen (Mitgliedsnummer 6.749.377). Er schloss sich auch der SS an (SS-Nummer 328.012). Am 15. Februar 1941 wurde er zur Waffen-SS eingezogen. Vom 24. März 1942 bis 11. September 1942 fungierte er als Lagerarzt im KZ Auschwitz. Danach wurde er im KZ Groß-Rosen eingesetzt. Ab 1. Juli 1942 war er Lagerarzt im KZ Stutthof. Er wurde zuständig für Vergasung. Im September 1942 erhielt er das Kriegsverdienstkreuz II Klasse mit Schwerten. 1944 wurde er zum SS-Hauptsturmführer befördert. Nach dem Krieg wurde er festgenommen und beging im November 1955 in der Untersuchungshaft Selbstmord.